# Culex alani
Culex alani är en tvåvingeart som beskrevs av Oswaldo Paulo Forattini 1965. Culex alani ingår i släktet Culex och familjen stickmyggor.
Artens utbredningsområde är Colombia. Inga underarter finns listade i Catalogue of Life.